# Methylomirabilis
Candidatus Methylomirabilis ist eine Kandidatengattung gramnegativer Bakterien, in der Klade A des vorgeschlagenen Phylums NC10.
Dieses ist Mitglied oder Schwesterphylum der „Rokubacteria“.
Als Ordnung der Gattung Methylomirabilis innerhalb des Phylums NC10 wurde der Name „Methylomirabilales“ vorgeschlagen, als Familie Methylomirabilaceae.
Typusgattung ist Ca. M. oxygeniifera Ettwig et al. 2010 syn. Ca. M. oxygeniifera corrig. Ettwig et al. 2010.
Diese Bakterien zeichnen sich durch ihre Fähigkeit aus, anaerobe Methanoxidation mit Nitritreduktion in anoxischen Umgebungen zu koppeln.
Um den Sauerstoff für die Methanoxidation zu erhalten, nutzt M. oxyfera einen intra-aeroben Weg per Reduktion von Nitrit (NO2) zu Distickstoff (N2) und Sauerstoff (O2).

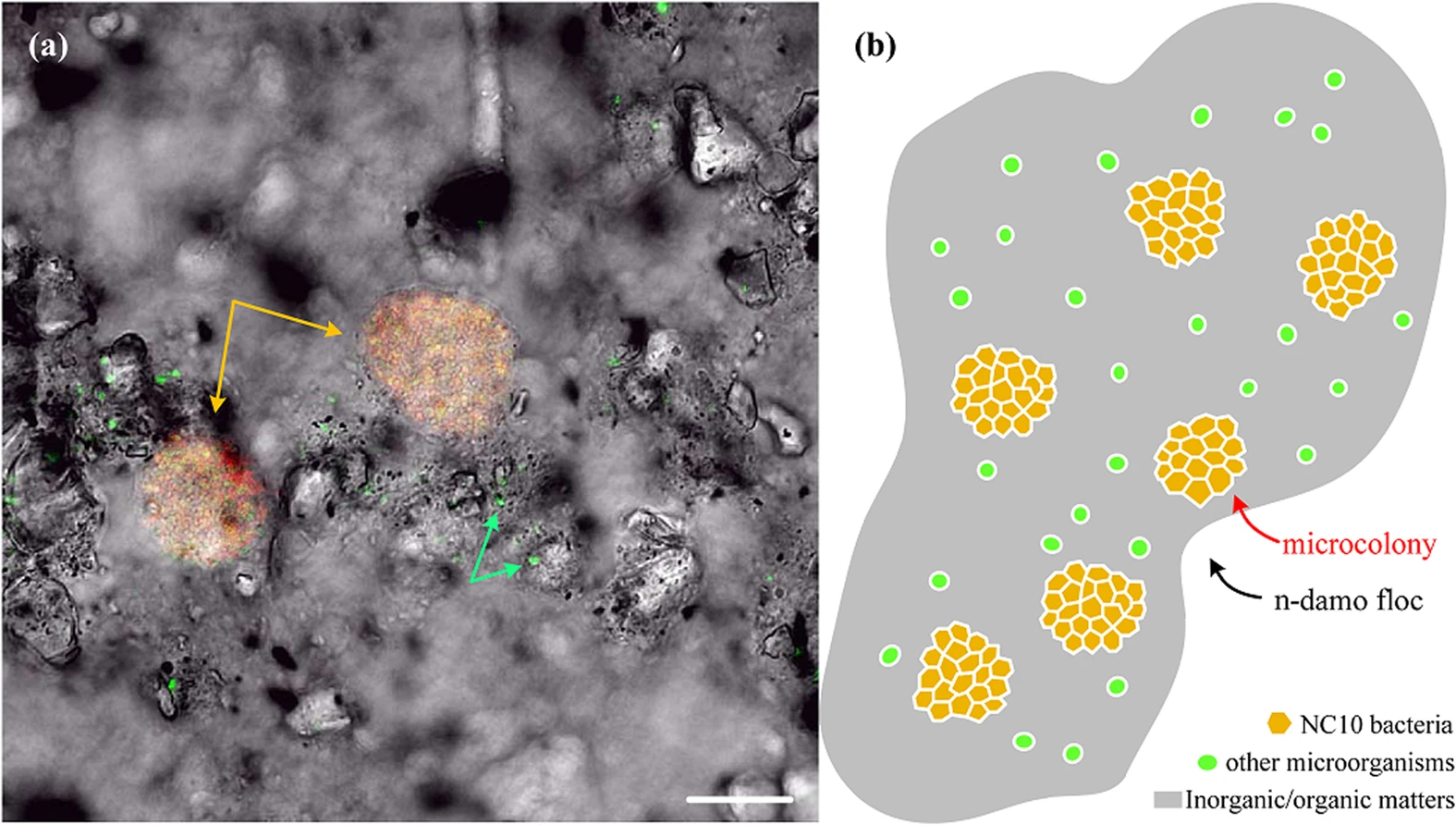
CLSM-Aufnahme (a) und Schemazeichnung (b) von NC10-Bakterien (Ca. M. sinica) und anderen Bakterien in der Kultur. Die NC10-Bakterien erscheinen gelb, andere Bakterien grün.
(a) Gelbe Pfeile zeigen auf Mikrokolonien.
(b) Die Schemazeichnung wurde auf der Grundlage des CLSM-Bildes links vorgeschlagen. Balken 20 μm.

Der Stamm mit dem vorgeschlagenen Speziesnamen Ca. M. sinica bildet Mikrokolonien. Die Bakterien selbst sind offenbar Stäbchen mit einem polygonalen Querschnitt, ebenso wie Ca. M. oxyfera.

## Etymologie
Der Name setzt sich zusammen aus dem Präfix „methylo“ (was Bezug nimmt auf die verstoffwechselte Methylgruppe) und der Endung „mirabilis“ (lateinisch für erstaunlich, seltsam).

## Anreicherung
Durch den Einsatz von elektronenmikroskopischer Techniken wurden angereicherte Zellen der Typusspezies Ca. M. oxyfera mit einer spezifischen polygonalen Zellform identifiziert.
Im Gegensatz zu methanotrophen Proteobakterien weisen die M. oxyfera-Zellen keine (jedenfalls unter Laborbedingungen) keine Membranen innerhalb des Zellplasmas (intrazytoplasmatische Membranen) auf.
Die optimalen Wachstumsbereiche für Ca. M. oxyfera liegen zwischen pH 7–8 und 25–30 °C.
Die Zellhüllen von Ca. M. oxyfera sind Gram-negativ und haben einen Durchmesser von i. a. 0,25–0,5 μm bei einer Länge von 0,8–1,1 μm.

## Methan-Oxidation
Ca. M. oxyfera hat die Fähigkeit, Stickstoffoxid in Sauerstoff und Stickstoffgas zu disproportionieren. Dieser intermediäre Sauerstoff wird dann bei der Oxidation von Methan zu Kohlendioxid verwendet.
3 CH4 + 8 NO2 + 8 H+ → 3 CO2 + 4 N2 + 10 H2O

## Umweltbedeutung
Ca. M. oxyfera wurde in verschiedenen Umgebungen gefunden, darunter in den Böden von Reisfeldern in China,
in mehreren Fluss- und Seesedimenten,
und in Abwasserschlamm in den Niederlanden.
Allgemein bewohnt Ca. M. oxyfera vermutlich Umgebungen mit hohen Stickstoff- und Methankonzentrationen im Übergangsbereich von oxischen und anoxischen Zonen. Man nimmt an, dass Ca. M. oxyfera und ähnliche Organismen signifikant zu den globalen Kohlenstoff- und Stickstoffkreisläufen beitragen. Diese Organismen könnten auch eine Rolle bei der Reduzierung der Nährstoffbelastung in Süßwasser-Ökosystemen spielen, die mit Düngemitteln kontaminiert wurden.

## Bakteriophagen

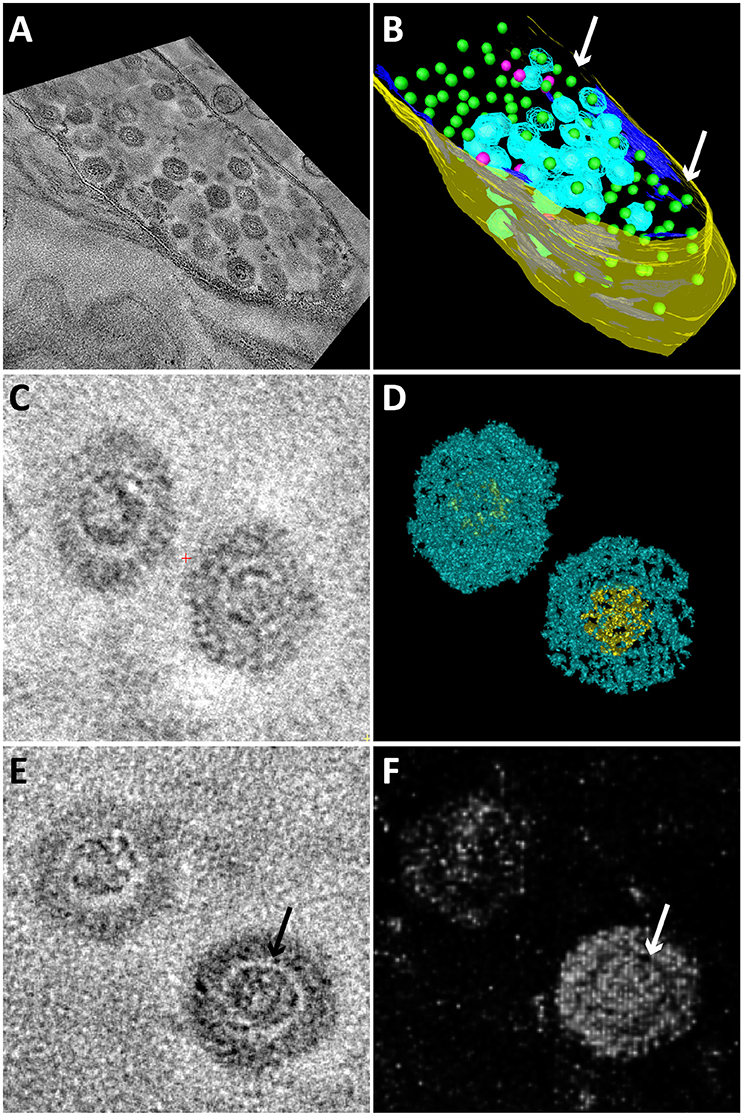
Mikrotomographie und Rekonstruktion freier und intrazellulärer Phagen von Ca. „Methylomirabilis“.

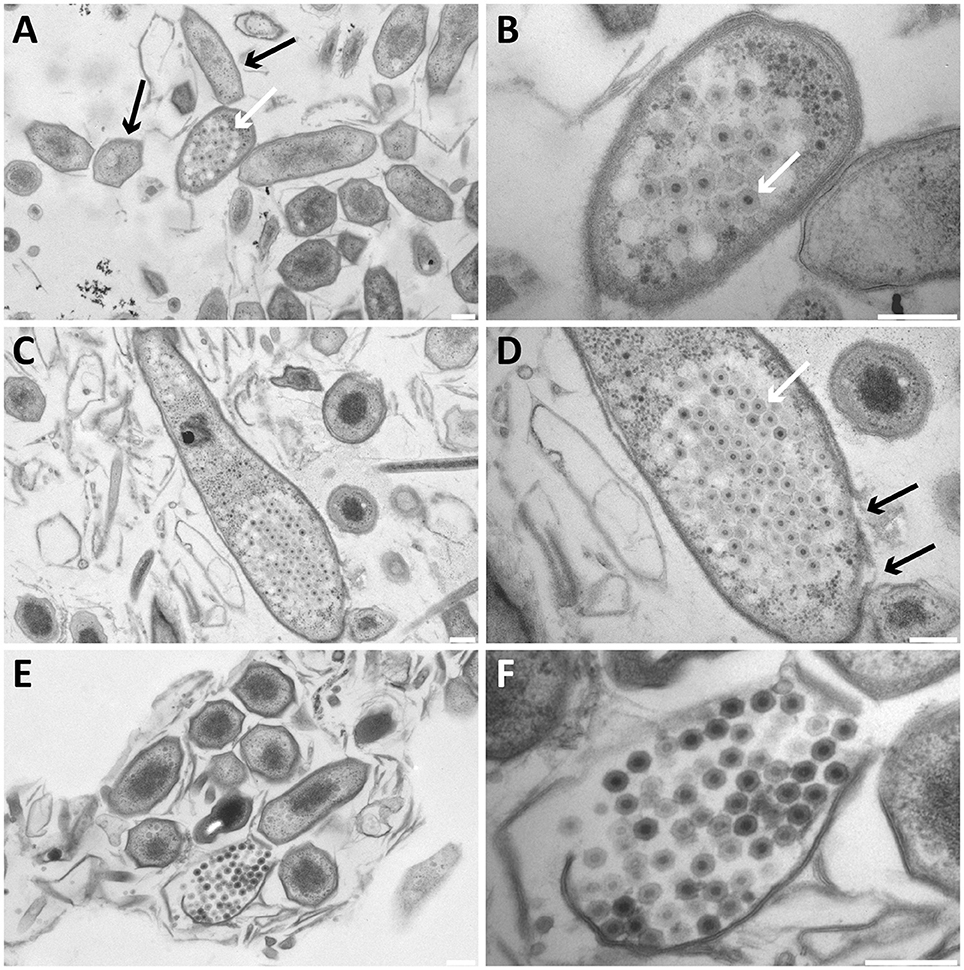
TEM-Aufnahmen von Ca. „Methylomirabilis“-Zellen, infiziert (weiße Pfeile) und nicht-infiziert (schwarze Pfeile); rechte Spalte: Ausschnittsvergrößerungen.

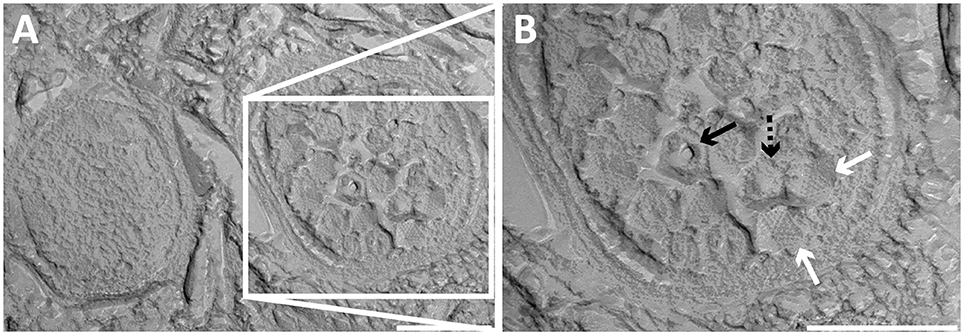
TEM-Aufnahme von gefriergetrockneten Ca. „Methylomirabilis“-Zellen. (A) rechts: infizierte, links: nicht-infizierte Zelle. (B) Die Ausschnittsvergrößerung zeigt Details des Phagen-Kapsids.

Bakteriophagen (Bakterienviren), die Ca. „Methylomirabilis“ (Ca. „M. oxyfera“ und eine weitere Spezies) infizieren, wurden 2016 von Lavinia Gambelli und Kollegen untersucht. Es wurden mehrere Phagen mit Kopf-Schwanz-Aufbau wie bei den Myoviren (Klasse Caudoviricetes) identifiziert, sowie ein schwanzloser Phage mit ikosaedrischem Kapsid. Bakteriophagen können auch in Bioreaktor-Anreicherungsanlagen schwerwiegende Auswirkungen auf die Bakterienpopulationen haben, was bei einer Anwendung der Mikroorganismen (z. B. in Abwasseraufbereitungsanlagen) berücksichtigt werden muss.

## Systematik

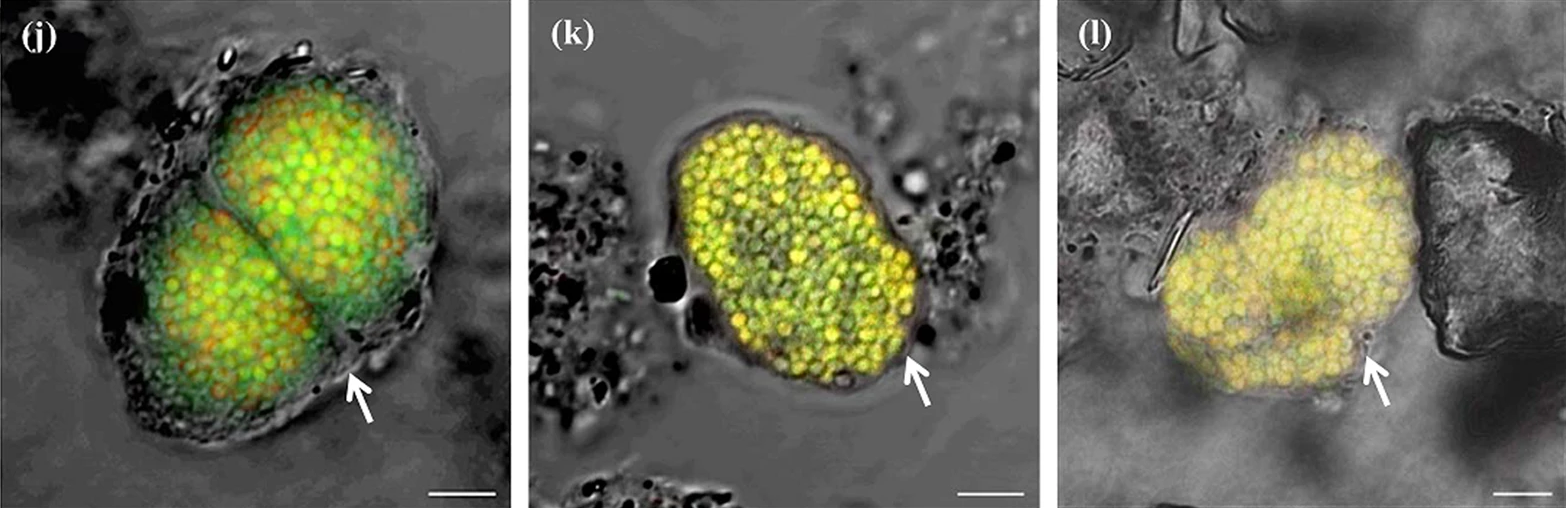
CLSM-Aufnahmen von Mikrokolonien von NC10-Bakterien („Candidatus Methylomirabilis sinica“). Die NC10-Bakterien erscheinen gelb; die dichte Materie, die die Mikrokolonien umgibt, ist durch weiße Pfeile gekennzeichnet. Balken 5 μm.

Zur Kandidatengattung Ca. „Methylomirabilis“ gehören nach der List of Prokaryotic names with Standing in Nomenclature (LPSN) und dem National Center for Biotechnology Information (NCBI) folgende Spezies:
- „Ca. M. lanthanidiphila“ Versantvoort et al. 2018, syn. „Ca. M. sp. lanth“[16]
- „Ca. M. Methylomirabilis limnetica“ Graf et al. 2018, syn. „Ca. M. sp. Zug“[17] – im Zugersee, Schweiz
- „Ca. M. oxygeniifera“ corrig. Ettwig et al. 2010 Typus, syn. „Ca. M. oxyfera“ Ettwig et al. 2010 (orthografische Variante), veraltet: „NC10 bacterium 'Dutch sediment'“

Nur beim NCBI sind gelistet:
- „Ca. M. sinica“ He et al. 2016[11] – inklusive Stamm RS1
- „Ca. M. sp. BIN6“
- „Ca. M. sp. MW5-17“
- „Ca. M. sp. RS2“
- „Ca. M. sp. RS3“